# Distrito de Chongos Alto
El distrito de Chongos Alto es uno de los veintiocho que conforman la Provincia de Huancayo, ubicada en el Departamento de Junín, bajo la administración del Gobierno Regional de Junín, en el Perú. Limita por el norte con la Provincia de Chupaca y el Distrito de Chicche; por el este con el Distrito de Huasicancha y el distrito de Chacapampa; por el sur con el Departamento de Huancavelica; y, por el oeste con el Departamento de Lima.
Desde el punto de vista jerárquico de la Iglesia católica forma parte de la Arquidiócesis de Huancayo.

## Historia
Fue creado por Ley N.º 631 del 11 de noviembre de 1907, en el gobierno del Presidente José Pardo y Barreda.

## Geografía
Abarca una superficie de 701,75 km².

## Autoridades

### Municipales
- 2015-2018[2]
  - Alcalde: Christian Johny Lozano Chambergo, Movimiento político regional Perú Libre (PL).
  - Regidores: Elías Gerónimo Moreno Rojas (PL), Agripino Chambergo Capcha (PL), Marcelino Armando Román Machacuay (PL), Kelys Machacuay Siuce (PL), Demetrio Hilario Meza Macha (Acción Popular).
- 2011-2014[3]
  - Alcalde: Marcelino De La Cruz Chambergo, Partido Acción Popular (AP).
  - Regidores: Víctor Teodosio Lozano Román (AP), Demetrio Hilario Meza Macha (AP), Reyna Serva Román (AP), Andrés Bonifacio Román (AP), Graciano Romo Hilario (Perú Libre).
- 2007-2010
  - Alcalde: Evaristo Siuce Vilcapoma.

### Policiales
- Comisaría 
  - Comisario: Sgto. PNP

### Religiosas
- Arquiiócesis de Huancayo[4]
  - Arzobispo: Mons. Pedro Barrego Jimeno, SJ.
- Parroquia[5]
  - Párroco:

## Educación
- IE Pachacutec.

El distrito cuenta con dos I.E. de Nivel Primaria: La I.E. 30157 "Señor de Shullca", bajo la dirección de la Lic. Esther T. Gonzalo Limaymanta, data su existencia desde el año 1907.

## Festividades
- Virgen Purísima (Barrio Abajo) y Tayta Niño (Barrio Arriba) que se festeja recibiendo el año nuevo. Empiezan desde el 31 de diciembre hasta el 5 de enero del siguiente año.